# 19574 Davidedwards
19574 Davidedwards è un asteroide della fascia principale. Scoperto nel 1999, presenta un'orbita caratterizzata da un semiasse maggiore pari a 2,2498548 UA e da un'eccentricità di 0,1889442, inclinata di 3,30816° rispetto all'eclittica.